# Реджиналд Родріґес
Реджиналд Родріґес (29 травня 1922 — 15 серпня 1995) — індійський хокеїст на траві.
Олімпійський чемпіон 1948 року.